# Универсальный флеш-накопитель
Универса́льный флэш-накопи́тель (англ. Universal Flash Storage, UFS) — общая спецификация флэш-накопителей для цифровых фотоаппаратов, сотовых телефонов и потребительских видов электроники. Использование этого стандарта может привести к более высокой скорости передачи данных и повышению надёжности накопителей флэш-памяти, уменьшая при этом рыночную неразбериху и многообразие адаптеров для множества видов карт.
Предложенная спецификация поддержана ведущими фирмами в индустрии потребительской электроники, такими как Nokia, Sony Ericsson, Texas Instruments, STMicroelectronics, Samsung и Micron Technology. Электрическим интерфейсом для UFS является стандарт M-PHY, опубликованный MIPI Alliance. M-PHY позволяет повысить скорость передачи данных, снизить потребление энергии и уменьшить сложность интеграции в систему по сравнению с картами SD.

## История
Стандарт UFS версии 1.0 был опубликован JEDEC Solid State Technology Association в 2011 году. В июле 2012 года был опубликован стандарт версии UFS 1.1, а в сентябре 2013 года был опубликован стандарт версии UFS 2.0. Предписывалась скорость обмена по одной линии интерфейса на уровне 600 Мбайт/с, содержащий ряд улучшений для увеличения пропускной способности, функции безопасности, а также изменения, позволяющие снизить потребление энергии.
В апреле 2016 вместо версии UFS 2.0 вышла версия UFS 2.1, в которую внесены следующие важные обновления: предложен индикатор «здоровья устройства», повышение надёжности операций, связанных с записью, добавлена возможность безопасного удалённого обновления микрокода прошивки и введение приоритета команд.
В январе 2018 была принята спецификация UFS 3.0, в этой версии стандарта для этого предусмотрели два «автомобильных» нововведения. Во-первых, для контроллеров предусмотрен расширенный рабочий температурный режим от −40 °C до 105 °C. Во-вторых, введён режим обновления команд, что призвано улучшить механизмы контроля концентраторов и способствовать улучшению надёжности в работе с данными. Всего шина UFS содержит две линии с последовательной передачей данных. Скорость интерфейса в такой конфигурации предполагала передачу данных на уровне 1,2 Гбайт/с. В версии UFS 3.0 скорость обмена увеличена до 11,6 Гбит/с на линию или до 2,4 Гбайт/с на обе линии интерфейса.
В январе 2019 Toshiba представила первую в мире флеш-память с шиной UFS 3.0 для смартфонов и VR.
В марте 2020 Samsung Electronics начал выпуск чипов памяти eUFS 3.1 на 512 ГБ.
В мае 2022 Samsung Electronics представила флеш-память UFS 4.0 объёмом до 1 ТБ и скорость до 4200 Мбайт/с.
В августе 2022 Samsung Electronics объявила о массовом производстве флеш-памяти UFS 4.0.
В августе 2024, SK Hynix представили UFS 4.1 обьемом 512 ГБ и 1 ТБ 

## UFS-карты
30 марта 2016 JEDEC опубликовал стандарт UFS Card Extension версии 1.0.
7 июля 2016 года Samsung представила первые карты UFS на 32, 64, 128, и 256 ГБ.
30 января 2018 JEDEC опубликовал стандарт UFS Card Extension версии 1.1.
Размер карт практически такой же, как у microSD: 15 × 11 × 0,74 мм, но они различаются расположением контактов. Форматы карты не совместимы друг с другом, но Samsung уже разработала дизайн слота, который позволит использовать карты обоих форматов.